# Washington Bartlett
Washington Montgomery Bartlett (Savannah, 29 febbraio 1824 – Oakland, 12 settembre 1887) è stato un politico statunitense.
È stato il governatore della California dal gennaio 1887 alla morte, avvenuta nel settembre dello stesso anno. Rappresentante del Partito Democratico, è stato inoltre il 20° sindaco di San Francisco dal gennaio 1883 al gennaio 1887.